# Lidianópolis
Lidianópolis ist ein brasilianisches Munizip im Norden des Bundesstaats Paraná. Es hat 3.938 Einwohner (2022), die sich Lidianopolitaner nennen. Seine Fläche beträgt 151 km². Es liegt 562 Meter über dem Meeresspiegel.

## Etymologie
Der Name stammt von der Mutter des Stadtgründers, die Lídia Marques hieß. Ihr zu Ehren wurde der Ort, der bis dahin Ubá do Sul geheißen hatte, 1979 in Lidianópolis umbenannt.

## Geschichte

### Besiedlung
Im Jahr 1929 erwarben die Brüder Bráulio und Leovegildo Barbosa Ferraz von der Witwe Landisberg das gesamte Gebiet zwischen den Flüssen Ivaí und Corumbataí, die sogenannte Fazenda do Ubá, mit einer Fläche von 84.000 Alqueires (2.020 km²). Als Getúlio Vargas 1930 die Regierung übernahm, förderte er die Beschlagnahmung der Ländereien, die sich in der Hand der Grileiros befanden, und die Fazenda do Ubá mit zweifelhaften Unterlagen ging wieder in den Besitz des Staates über. Die Ubá-Gesellschaft zog vor Gericht, um ihr Land zurückzuerhalten. Entschieden wurde dieser Streit erst nach 1945, als Vargas die Macht abgab und die Ubá-Gesellschaft den Sieg davontrug.
Ab 1940 kamen viele Posseiros (deutsch: Landbesetzer oder Squatter), die vom Staat ein Besitzprotokoll erhalten hatten, um ein Gebiet abzugrenzen und sich zu dessen Eigentümern zu erklären. Nachdem die Gebrüder Barbosa 1946 den Prozess gewonnen hatten, machten sie sich sofort daran, neue Landnahmen zu verhindern, indem sie das Eindringen neuer Landbesetzer durch die Tätigkeit von Jagunços (bewaffnete private Sicherheitskräfte, Pistoleiros) eindämmten. Nachdem die Situation des Landes legalisiert war und die Jagunços vier oder fünf Jahre lang gearbeitet hatten, erhielten sie von der Gesellschaft jeweils ein großes Stück Land.
Mit der Ankunft der Familie von Lázaro Pedro de Lima am Ufer des Ivaí und dem Bau einer Fähre für den Warentransport begann 1939 die Kolonisierung. Bereits 1945 wurde eine neue Fähre für den Transport von Kleinfahrzeugen gebaut, 1946 kam eine Bus-Linie von Marilândia zum Rio Sapecado.
Im Jahr 1950 kaufte José Caetano Marques von der Ubá-Gesellschaft ein Grundstück und plante dort eine Siedlung, die zu Ehren seiner Mutter Lídia Marques den Namen Lidianópolis tragen sollte. Das erste Haus, das gebaut wurde, gehörte dem Kaufmann José Clarimundo Filho, der die Landbesitzer versorgen sollte.

### Erhebung zum Munizip
Lidianópolis wurde durch das Staatsgesetz Nr. 9289 vom 5. Juni 1990 aus Jardim Alegre ausgegliedert und in den Rang eines Munizips erhoben. Es wurde am 1. Januar 1993 als Munizip installiert.

## Geografie

### Fläche und Lage
Lidianópolis liegt auf dem Terceiro Planalto Paranaense (der Dritten oder Guarapuava-Hochebene von Paraná). Seine Fläche beträgt 151 km². Es liegt auf einer Höhe von 562 Metern.

### Vegetation
Das Biom von Lidianópolis ist Mata Atlântica.

### Klima
Das Klima ist warm und gemäßigt. Es werden hohe Niederschlagsmengen verzeichnet (1490 mm pro Jahr). Die Klimaklassifikation nach Köppen und Geiger lautet Cfa. Im Jahresdurchschnitt liegt die Temperatur bei 20,9 °C.

### Gewässer
Lidianópolis liegt im Einzugsgebiet des Ivaí. Dieser bildet die nordöstliche Grenze des Munizips. Zu ihm fließt durch das Munizipgebiet der Ribeirão Guaretá, der in seinem Unterlauf die nordwestliche Grenze des Munizips zu Lunardelli bildet.

### Straßen
Lidianópolis liegt an der PRC-466 von Guarapuava zur Ivaí-Brücke bei Porto Ubá. Dort hat sie Anschluss an die PRC-272, die bei Mauá da Serra auf die Rodovia do Café (BR-376) trifft.

### Nachbarmunizipien
|            | Borrazópolis                                | Cruzmaltina  |
| Lunardelli | Kompassrose, die auf Nachbargemeinden zeigt | Grandes Rios |
|            | Jardim Alegre                               |              |

## Stadtverwaltung
Bürgermeister: Adauto Aparecido Mandu, Podemos (2021–2024)
Vizebürgermeister: Aparecido Buzato, PTB (2021–2024)

## Demografie

### Bevölkerungsentwicklung
| Jahr | Einwohner | Stadt | Land |
| ---- | --------- | ----- | ---- |
| 2000 | 4.783     | 38 %  | 62 % |
| 2010 | 3.973     | 51 %  | 49 % |
| 2022 | 3.938     |       |      |

Quelle: IBGE (2011) und Volkszählung 2022

### Ethnische Zusammensetzung
| Gruppe * | 2000    | 2010    | wer sich als …                                                                   |
| --- | ------- | ------- | -------------------------------------------------------------------------------- |
| Weiße | 67,1 %  | 58,7 %  | weiß bezeichnet                                                                  |
| Schwarze | 4,8 %   | 6,0 %   | schwarz bezeichnet                                                               |
| Gelbe | 0,4 %   | 0,3 %   | von fernöstlicher Herkunft wie japanisch, chinesisch, koreanisch etc. bezeichnet |
| Braune | 26,7 %  | 34,8 %  | braun oder als Mischung aus mehreren Gruppen bezeichnet                          |
| Indigene | 0,2 %   | 0,2 %   | Ureinwohner oder Indio bezeichnet                                                |
| ohne Angabe | 0,8 %   | 0,0 %   |                                                                                  |
| Gesamt | 100,0 % | 100,0 % |                                                                                  |
| *) Das IBGE verwendet für Volkszählungen ausschließlich diese fünf Gruppen. Es verzichtet bewusst auf Erläuterungen. Die Zugehörigkeit wird vom Einwohner selbst festgelegt. |         |         |                                                                                  |

Quelle: IBGE (Stand: 1991, 2000 und 2010)